# رانوگ ام کاچبرگ
رانوگ ام کاچبرگ (به آلمانی: Rennweg am Katschberg) یک منطقهٔ مسکونی در اتریش است که در ناحیه اشپیتال آن در دراو واقع شده‌است. رانوگ ام کاچبرگ ۲٬۰۲۵ نفر جمعیت دارد.